# Калужской Геологоразведочной Партии (Перемышльский район)
Калужской Геологоразведочной Партии — село в Перемышльском районе Калужской области, в составе муниципального образования Сельское поселение «Село Калужская опытная сельскохозяйственная станция».

## География
Расположено на левом берегу реки Выссы, рядом с автодорогой 29К-003 (М3 «Украина» — Р92 — Перемышль), в 22 километрах на северо-запад от районного центра. Рядом село Воротынск и деревня Малая Слободка.

## Население
| 2002 | 2010 |
| ---- | ---- |
| 31   | ↘30  |

## История
Находится в исторических границах Перемышльского уезда — на землях древнего Воротынского посада:

Писцовая церковная земля Посада Воротынскаго, церкви Обновления Храма Воскресения. На берегу отвершка Панина и по обе стороны отвершков же Прудца, Березникова и большой Калужской дороги— Описания и алфавиты к Калужскому атласу
Современный населённый пункт вырос из «городка геологоразведчиков», предположительно возникшего как самостоятельный НП в 1950-е годы. После окончания Великой Отечественной войны началась активная разведка и освоение Подмосковного угольного бассейна, который в 1940—1950-е годы являлся топливно-энергетической базой центральной части РСФСР. Значительные месторождения бурого угля приходились на Калужскую область. В период с 1947 год по 1952 год в нескольких районах области были созданы стационарные, работающие круглый год геологоразведочные партии и экспедиции.
10 октября 1959 года в посёлке геологов педагогом А. Б. Прасоловой была открыта школа-интернат для детей-сирот на 160 мест — ныне действующее учреждение «Воротынская специальная (коррекционная) школа-интернат VIII вида» для детей инвалидов, детей сирот и детей, оставшихся без попечения родителей.